# エージェント・スミス (2019年の映画)
『エージェント・スミス』（原題：Above Suspicion）は、2019年に公開されたアメリカ合衆国のアクション映画である。監督はフィリップ・ノイス、主演はエミリア・クラークとジャック・ヒューストンが務めた。
ジョー・シャーキーが1993年に発表したノンフィクション小説『死体とFBI 情報提供者を殺した捜査官の告白』を原作としている。

## あらすじ
ケンタッキー州の田舎町。FBIの新人捜査官、マーク・パットナムは同地で麻薬売買の捜査に当たっていた。売買を取り仕切る人物に関する情報を得るべく、マークは麻薬中毒の女性（スーザン）を利用することにした。ところが、スーザンとやり取りを重ねるうち、マークはすっかりその色香に魅了されてしまう。一方、スーザンの方は冷静さを保っており、今回の案件が人生を立て直す絶好のチャンスだと思って行動を開始していた。

## キャスト
※括弧内は日本語吹替。
- スーザン・スミス：エミリア・クラーク（永田亮子）
- マーク・パットナム：ジャック・ヒューストン（内田夕夜）
- キャッシュ：ジョニー・ノックスヴィル（佐藤せつじ）
- キャシー・パットナム：ソフィー・ロウ（渡邉佳美）
- ジョー・B：カール・グルスマン
- ランディ・マッコイ：オースティン・エベール（砂山哲英）
- ジョリーン：ソーラ・バーチ
- ルーファス：ブライアン・リー・フランクリン
- ボーンズ：ルーク・スペンサー・ロバーツ
- ボブ・シンガー：ケヴィン・ダン
- トッド・イーソン：クリス・マルケイ
- デンヴァー・ローズ：オマー・ベンソン・ミラー
- ジョージア・ビール：ブリタニー・オグレイディ
- 警察官：マット・コムズ

- 日本語吹替版その他：白石智起、麦穂あんな、小磯一斉、岡本和浩、竜門睦月、八木岳、江原実、新井花穂、米田瑠奈、栗芝飛弥香

- 日本語版制作スタッフ 演出：渋江博之、翻訳：子安則子、制作：AMG Studio

## 製作
2008年11月、フィリップ・ノイスが本作の監督を務めることになった。2016年5月3日、エミリア・クラークとジャック・ヒューストンがフィリップ・ノイス監督の新作映画に出演することになったと報じられた。25日、オマー・ベンソン・ミラーの起用が発表された。27日、ソーラ・バーチとジョニー・ノックスヴィルがキャスト入りした。同月、本作の主要撮影がケンタッキー州で始まった。2017年1月6日、ディコン・ハインクリフェが本作で使用される楽曲を手掛けるとの報道があった。

## 公開・マーケティング
2019年6月20日、本作はアラブ首長国連邦で公開された。2021年4月14日、本作のオフィシャル・トレイラーが公開された。

## 評価
本作に対する批評家の評価は芳しいものではない。映画批評集積サイトのRotten Tomatoesには40件のレビューがあり、批評家支持率は25%、平均点は10点満点で4.5点となっている。また、Metacriticには9件のレビューがあり、加重平均値は46/100となっている。
『バラエティ』のガイ・ロッジは「『エージェント・スミス』はスーザン・スミスの死の裏側にあった生に関心を向けているが、その関心はタブロイド紙のような一過性のものでしかなかった」と評している。